# Дагестанские народы

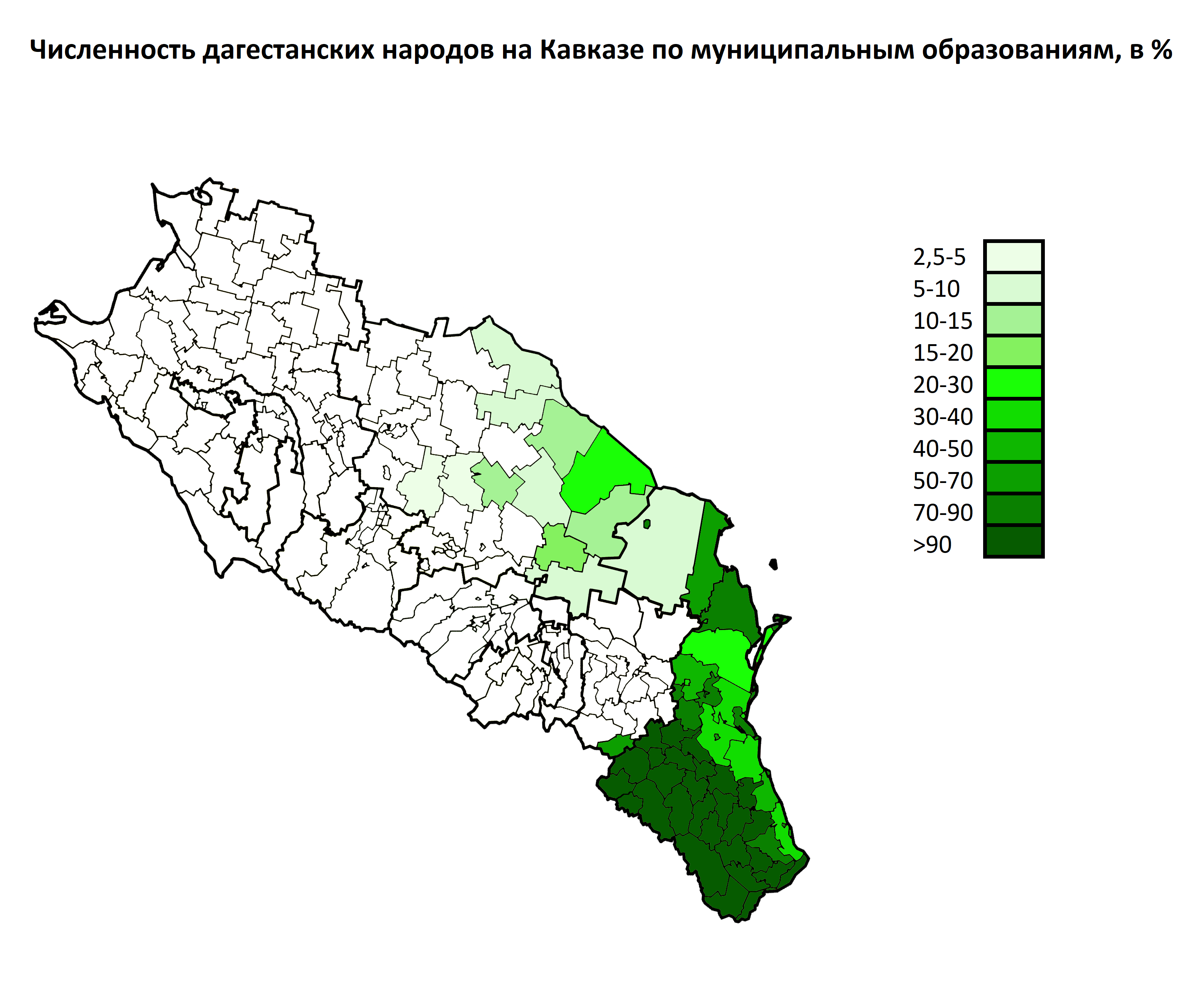
Численность дагестанских народов на Кавказе по муниципальным образованиям по данным переписи 2010 г.

Дагеста́нские наро́ды — экзоэтноним народов республики Дагестана, исторически проживающих на территории современного Дагестана и, частично, в северных районах Азербайджана и на востоке Грузии. Говорят на языках дагестанской группы нахско-дагестанской семьи кавказской языковой общности.

## Название
До 20-х годов XX века все горские народы Дагестана назывались «лезгинами», однако после 20-х годов был введён в оборот новый термин — «дагестанцы». В это название также начали включать тюркоязычных кумыков, азербайджанцев, ногайцев, а также русских, татов, горских евреев и другие не нахско-дагестаноязычные народы Дагестана.
Несмотря на это, среди лезгиноязычных народов продолжают использовать название «лезгины», которое также является их самоназванием. Аварцы для общего самоназвания используют слово магIарулал — «горцы»; андо-цезские народы также имеют собственные наименования, происходящие от названий сёл. Даргинцы, кубачинцы и кайтагцы используют для общего самоназвания слово дарганти либо дубурланти, переводящиеся как «горцы».
Современное название «дагестанцы» не является самоназванием для самих дагестанцев. Сами себя они именуют по сёлам откуда происходят и не имеют единого названия.
Экзоэтноним «дагестанцы» и формы его употребления:
- Дагестанцы (в узком смысле) — народы северокавказской надсемьи нахско-дагестанской семьи дагестанской группы, имеющие единое происхождение с современными лезгинами, а именно народы аваро-андо-цезской, даргинской, лакской и собственно лезгинских языковых семейств. В прошлом другим народам были известны как «лезгины» и имели самосознание единого народа[12][нет в источнике].
- Дагестанцы (в широком смысле) — все народы населяющие Дагестан, включая тюркоязычных кумыков, азербайджанцев, ногайцев, а также татов и русских.

## История
На протяжении всей истории дагестанские племена из-за отсутствия централизованности и общего языка растворялись в соседних более крупных народах. Лишь некоторые племена проживающие в основном на горных территориях Северного Кавказа сумели сохранить свои обособленные языки и идентичность. Именно так образовались коренные дагестанские народы нахско-дагестанской этнолингвистической семьи, которые нынче представлены аварской, даргинской, лакской и лезгинскими языковыми подсемьями.
Разобщение и отсутствие связей среди обособленных горских обществ и племен часто служили приманкой для иноземных завоевателей. Однако в истории известно не мало случаев когда малочисленные, имеющие единое происхождение дагестанские племена объединялись против захватчиков. Яркое отражение единения дагестанцев перед общей угрозой можно проследить в Дагестанском походе Надир-шаха.

То-что дагестанские народы в прошлом был одним народом подтверждает следующее: 
Лезгины, лезги, народ Восточного Кавказа,...
разделился на несколько народов: собственно лезгины, авары, кази-кумуки, акуша..

## Культура
Этнокультурные традиции дагестанцев складывались ещё с периода древности, однако окончательно закрепились с принятием ислама во времена средневековья. Ислам и адаты сформировали современный дагестанский характер присущий всем дагестанским народам.
Среди дагестанцев сильно развито чувство собственного достоинства и чести. Все культурные ценности, традиции и обычаи дагестанцев в той или иной мере нацелены на сохранение чести дагестанской женщины. Известен случай, когда один из наибов имама Шамиля вытер мизинцем слезу с щеки девушки и позже узнал, что она была засватана; он впоследствии отрубил саблей собственный палец, которым дотронулся до неё.

## Дагестанские народы дагестанской языковой группы

### Состав
| Дагестанские народы дагестанской языковой группы | Дагестанские народы дагестанской языковой группы      | Дагестанские народы дагестанской языковой группы                           | Дагестанские народы дагестанской языковой группы | Дагестанские народы дагестанской языковой группы                            | Дагестанские народы дагестанской языковой группы | Дагестанские народы дагестанской языковой группы |
| ветвь                                            | Аваро-андо-цезская ветвь                              | Аваро-андо-цезская ветвь                                                   | Аваро-андо-цезская ветвь                         | Лезгино-дарго-лакская ветвь                                                 | Лезгино-дарго-лакская ветвь                      | Лезгино-дарго-лакская ветвь                      |
| группа народов                                   | Аварская                                              | Андийская                                                                  | Дидойская                                        | Лезгинская                                                                  | Даргинская                                       | Лакцы                                            |
| народ                                            | аварцы андалальцы анцухцы батлухцы гидатлинцы карахцы | андийцы ахвахцы каратинцы ботлихцы годоберинцы багулалы тиндинцы чамалинцы | дидойцы хваршины гинухцы бежтинцы гунзибцы       | лезгины агулы арчинцы будухи крызы рутулы табасараны удины цахуры хиналугцы | даргинцы кайтагцы кубачинцы                      | лакцы                                            |
| ------------------------------------------------ | ----------------------------------------------------- | -------------------------------------------------------------------------- | ------------------------------------------------ | --------------------------------------------------------------------------- | ------------------------------------------------ | ------------------------------------------------ |

### Численность
| Народ    | Общая численность    | Численность по странам |
| -------- | -------------------- | --- |
| Аварцы   | свыше 1 млн          | Россия 912 090 (2010) - Дагестан 850 011 (2010) - Ставропольский край 9009 (2010) - Москва 5049 (2010) - Чечня 4864 (2010) Азербайджан: 53 000 (2019) Турция 53 000 |
| Даргинцы | до 900 тыс..         | Россия: 589 386 (пер. 2010) - - Дагестан: 490 384 (2010) - Ставропольский край: 49 302 (2010) Кыргызстан: 3300 Туркменистан: 2700 Узбекистан: 2400 Украина: 1500 Азербайджан: 1200 |
| Лакцы    | около 200 тыс.       | Россия: 178 630 (2010) - - Дагестан: 161 300 (2010) Туркменистан: 4500 (2019) Узбекистан: 3800 (2019) Таджикистан: 2500 (2019) Азербайджан: 1600 (2019) |
| Лезгины  |                      | Россия: 440 722 (перепись 2010) - - Дагестан: 380 120 (перепись 2010) - Тюменская область: 16 246 - Ставропольский край: 7900 - Москва: 5719 - Саратовская область: 5245 - Астраханская область: 4246 - Краснодарский край: 4106 - Ростовская область: 3902 - Московская область: 3689 - Санкт-Петербург: 2814 - Красноярский край: 2800 - Волгоградская область: 2145 - Республика Коми: 1406 - Свердловская область: 1272 - Чечня: 1261 Азербайджан: 180 300 (перепись 2009) по другим оценкам — 350 000 Турция: 40 300 (оценка 2020) Туркменистан: 20 500 (оценка 2020) Казахстан: 15 500 (оценка 2020) Узбекистан: 5100 (оценка 2020) Украина: 4900 (оценка 2020) |
| Рутульцы | ок. 80 тыс. (оценка) | - Россия: 35 240 (2010) - Азербайджан: от 17 000 до 20 000 (~2000) - Украина: 137 (2001) - Казахстан: 82 (2009) - Грузия: 98 (2010) - Узбекистан: 53 (1989) - Туркменистан: 33 (1989) |

## Дагестанские народы иных языковых групп
Дагестанские народы тюркской языковой группы:
- Кумыки
- Дербентские, терекеменские, южно-дагестанские азербайджанцы
- Ногайцы

Иранской языковой группы:
- Таты
- Горские евреи

## Дагестанские языки
Понятие «языки Дагестана» включает все языки, на которых говорят в Дагестане (в том числе азербайджанский, джуури, кумыкский, ногайский, русский, татский и другие). При этом он может пониматься и как современный субъект России, и как историческая область (например, включающая территории северного Азербайджана).

Согласно исследованиям барона П. К. Услара: 
господствующими языками въ Дагестане следуетъ признать маарульскій (аварскій), лакскій (казикумухскій), андійскій, даргинскій и собственно лезгинскій (кюринскій), с различными ихъ видоизмененіями.
В раннесоветское время, однако, когда власть проводила политику искусственного формирования новых этнических групп, каждая дагестанская этническая группа начала считать себя отдельным народом, а свой язык, соответственно, — отдельным. До этого времени слова «хайдакец», «табасаранец», «андиец» и другие этнические названия использовались лишь для обозначения этноязыковой общности, но не для обозначения отдельной этнической народности.
Знание литературного языка среди даргинских, лезгинских и частично аварских народов развито довольно слабо, и они, как правило, не используются как средство общения между носителями разных, но родственных дагестанских идиомов. Из-за отсутствия взаимопонимания, даже носители соседних идиомов часто используют для общения русский язык.
Учёные рассматривают схожести между дагестанскими языками как следствие их общего происхождения от прадагестанского языка, на котором разговаривали несколько тысяч лет назад.

## Происхождение

### Описание
В своей работе, под названием «An island in the Sea of History. The Highlands of Daghestan» (1913), американский дипломат и историк Джордж Кеннан описывает внешний вид горцев Дагестана следующим образом : «…Несмотря на то, что дагестанские аулы весьма похожи друг на друга по своей диспозиции и типологии, люди, которые живут в них, весьма различаются по чертам лица, уровню пигментации, языку и происхождению. Определенная их часть имеют голубые глаза, светлые бороды и белую кожу германцев, именно так как их описывал Тацит, в то время как другие безошибочно являются евреями, татарами, персами, армянами или колонистами из Средиземноморья. Доминирующие этнологические типы в тех районах Дагестана, которые я посетил, — тевтонский или кельтский. Часть из тех мужчин, которых я наблюдал, были бы приняты за германцев в любой столице Западной Европы, тогда как другие были совершенно неотличимы от шотландцев…».

### Генетика
Наиболее распространенной Y-хромосомной гаплогруппой у дагестанских народов является J1:
- Аварцы — 67 %[60], по другим данным 58 %[61]
- Даргинцы — 60 %[62], по другим данным 70-80 %[63], до 91 %[64]
- Лакцы — 70 %[65]
- Лезгины — 58 %[66]
- Рутульцы — 58 %[67]

Среди отдельных труднодоступных дагестанских аулов которые не взаимодействовали с завоевателями доля гаплогруппы J1 достигает от 85 % до 100 %.
Основу всех народов Дагестана составляет «дагестанский» генетический пласт, однако выявляется и собственная предковая компонента. Что касается предковых компонентов, наибольший генетический вклад в народы Дагестана внёс «лезгинский» предковый компонент — он составляет треть генофондов даргинского, лакского и аварского кластеров, половина лезгинского генофонда и пятую часть кумыков.
Согласно последним исследованиям, все дагестанцы имеют единое происхождение. Исключение составляют табасараны, которые оказались ближе к азербайджанцам и иранцам.

### Антропология
Дагестанские народы являются представителями Кавкасионского типа, однако сочетают в себе элементы каспийского подтипа.
Характеристики Кавкасионов:
- брахикефалия
- большая или средняя длина тела
- большой скуловой диаметр
- широкая нижняя челюсть
- большая физиономическая высота лица
- большая ширина лба
- средний или выше среднего процент светлых глаз
- преимущественно тёмно-каштановый цвет волос
- обильный рост бороды
- низкое переносье
- высокий процент выпуклых форм спинки носа
- горизонтальный или опущенный кончик носа
- большая или средняя высота носа от бровей[71].

### Легенды
В грузинской историографической традиции считается, что Кавказ и его брат Лек (предок дагестанцев), а также его сын Хозоних заселили безлюдные на тот момент территории Северного Кавказа от гор до устья реки Волги.